# Cham (Svizzera)
Cham (toponimo tedesco) è un comune svizzero di 16 216 abitanti del Canton Zugo; ha lo status di città.

## Geografia fisica

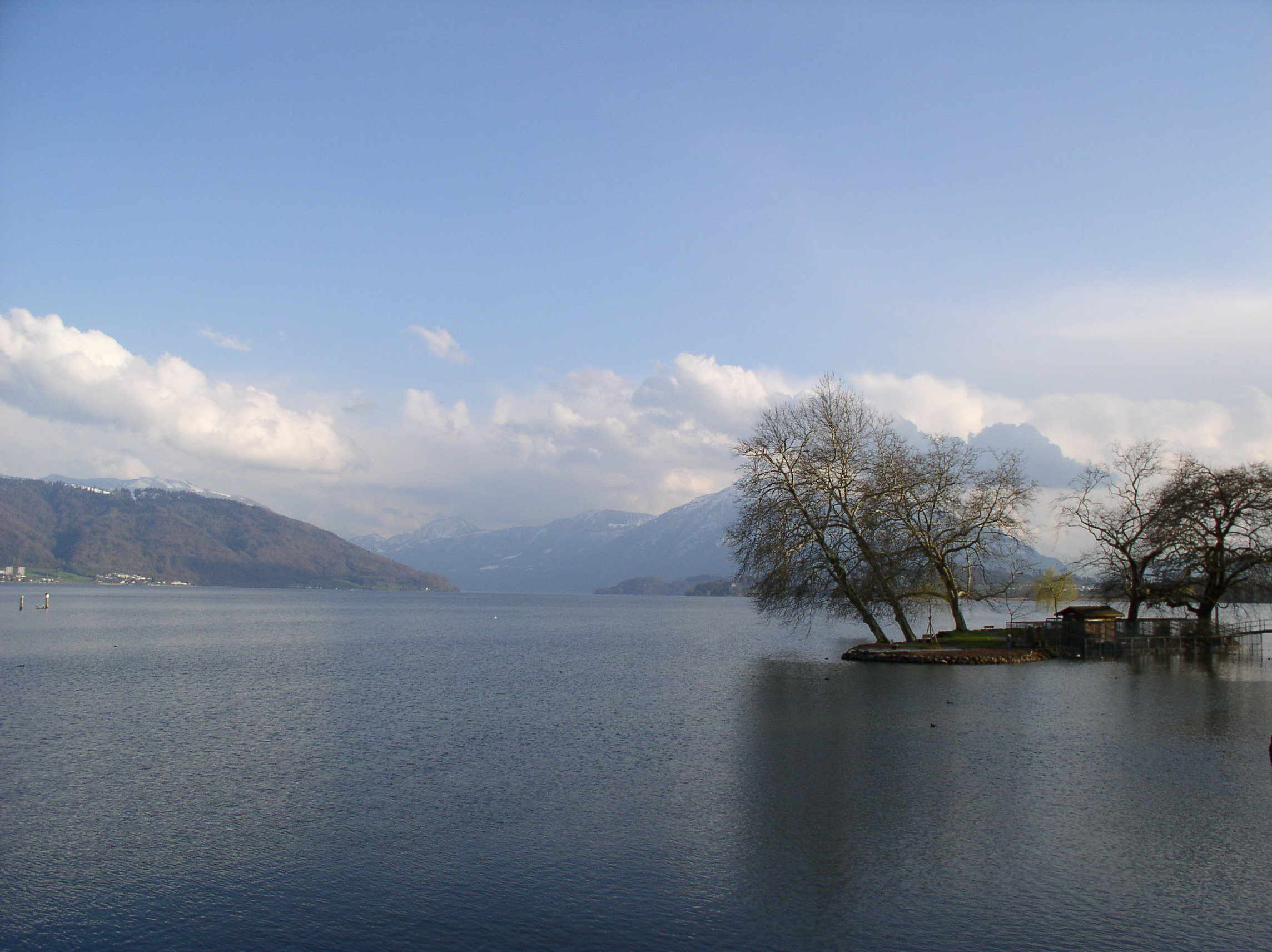
Il lago di Zugo a Cham

Cham è situato sullo sponda settentrionale del lago di Zugo, a circa 5,5 km da Zugo. Il territorio si estende su di un'area di 19,82 km². Il 63,3% è usato per scopi agricoli, il 21,7% è area abitativa o industriale, il 13,2% è area boschiva e l'1,8% è area improduttiva.

## Origini del nome
Presso gli Elvezi la località era indicata come Kama, che significa "villaggio". I Romani, arrivati successivamente, mantennero questo nome. Con l'arrivo degli Alemanni il paese venne chiamato Chama, toponimo attestato dall'858. La forma Chom è documentata nel 1491.

## Monumenti e luoghi d'interesse

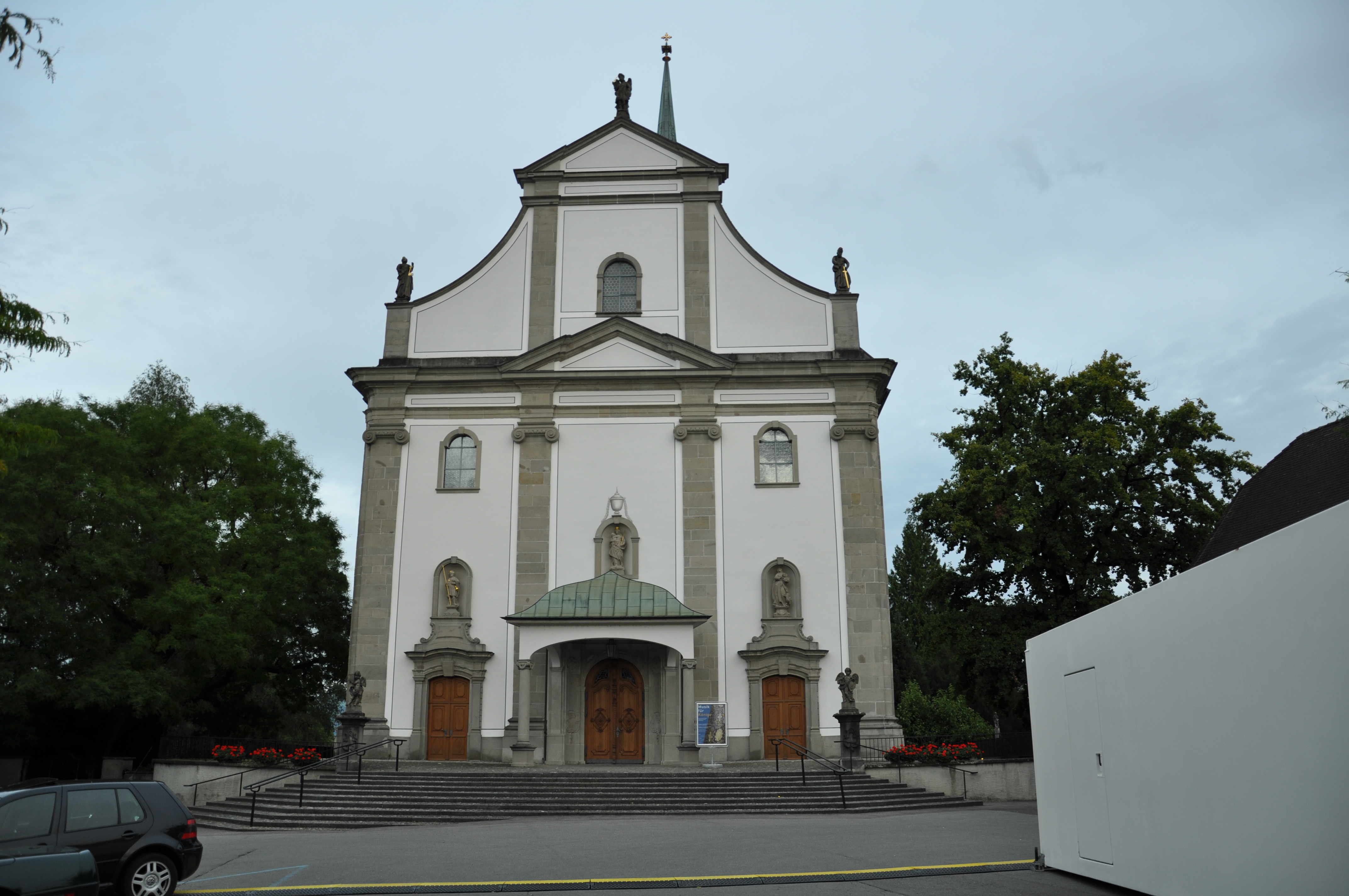
La chiesa di San Giacomo

- Abbazia Frauenthal - monastero benedettino del XIII secolo
- Chiesa cattolica di San Giacomo, attestata dal 1348 e ricostruita nel 1783-1796[1].

## Società

### Evoluzione demografica
L'evoluzione demografica è riportata nella seguente tabella:
Abitanti censiti

## Geografia antropica

### Quartieri
- Kirchbühl
- Städtli

### Frazioni
- Bibersee
- Enikon
- Friesencham
- Hagendorn
- Lindencham
- Niederwil
- Oberwil
- Rumentikon

## Economia

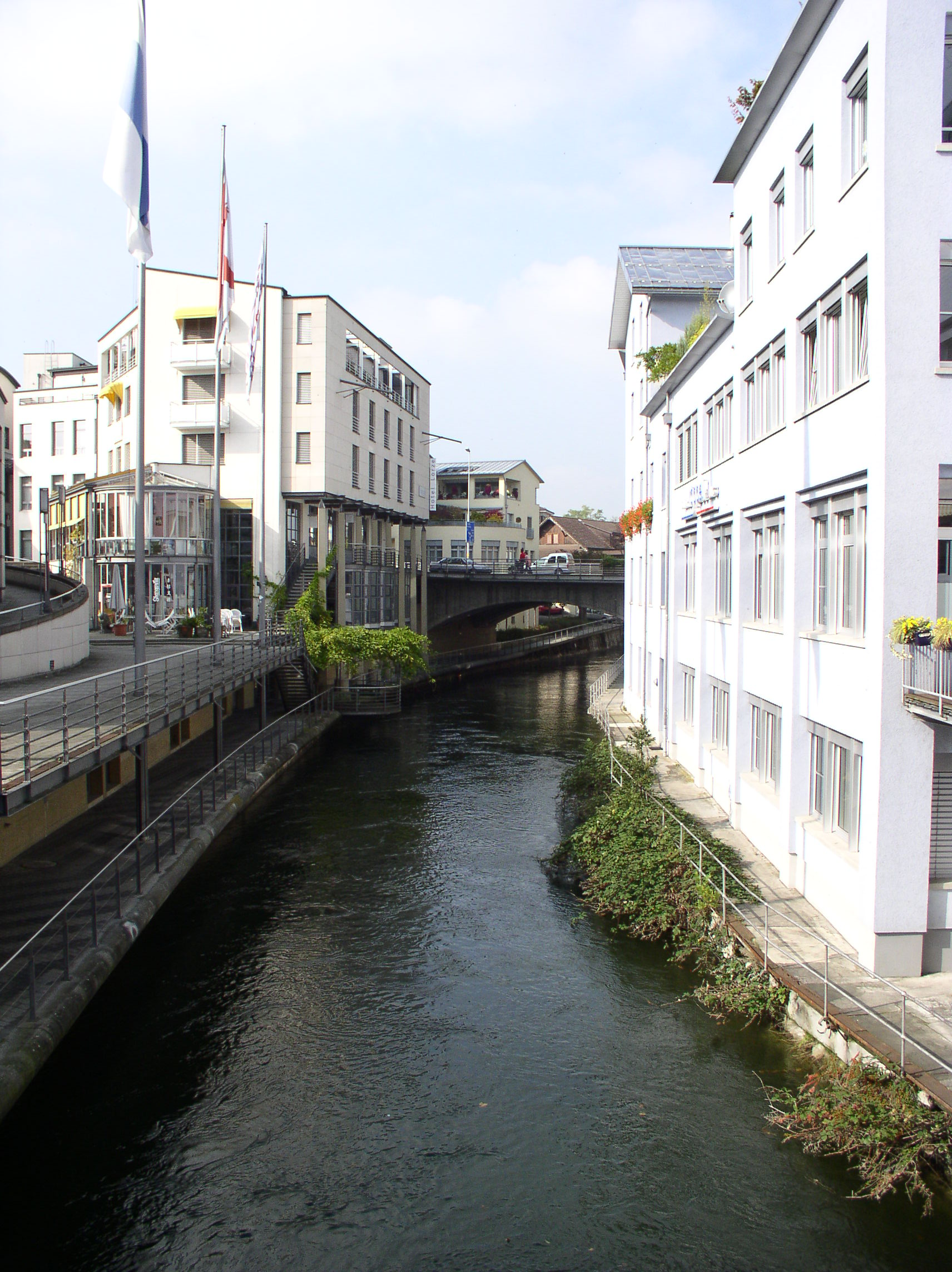
Il fiume Lorze a Cham. Sulla destra l'edificio della ex Milchsüüdi, la prima latteria della Nestlé

L'agricoltura e l'artigianato sono state nel corso della storia le principali fonti di entrate economiche di Cham. La Lorze, il fiume che attraversa la cittadina uscendo dal lago di Zugo, ha sempre assunto un ruolo fondamentale nello sviluppo economico del comune. Il primo mulino ad acqua di cui si hanno notizie, fu costruito sulle rive del fiume nel 1279 e attorno al 1641 cominciò a operare una fabbrica per la tintura e il candeggio dei tessuti.
Nel 1657, sfruttando il corso d'acqua della Lorze, prese l'avvio la fabbricazione della carta in una cartiera denominata "Fabbrica di carta sul fiume Lorze". Con il prosperare dell'attività la cartiera, chiamata comunemente "Di Papiri" nel dialetto locale, venne parzialmente meccanizzata nel 1720 e nel 1840 vi fu installata la prima macchina continua per la fabbricazione della carta. L'azienda ha continuato la sua espansione nel settore delle carte speciali diventando nel XX secolo la "Papierfabrik Cham AG" e successivamente, dopo l'acquisizione della "Cartiera di Locarno" localizzata nel paese di Tenero, presso Locarno, assunse il nome di "Papierfabriken Cham-Tenero AG".
Nel 1866 l'americano Henry Page, trasferitosi in Svizzera per lanciare in Europa il suo nuovo metodo per produrre il latte condensato, ha fondato la "Anglo-Swiss Condensed Milk Co.". Ben presto il successo di mercato portò l'azienda a produrre altri prodotti derivati dal latte nella latteria chiamata "Milchsüüdi", proprio al centro della città. Nel 1905 si fuse con la "Farine Lactée Henri Nestlé" per dare luogo alla famosa azienda di prodotti derivati dal latte, la Nestlé. La Nestlé è oggi un'azienda multinazionale e ha spostato la sua sede centrale a Vevey, presso Losanna; a Cham rimane tuttora la sede storica dell'azienda.

## Infrastrutture e trasporti

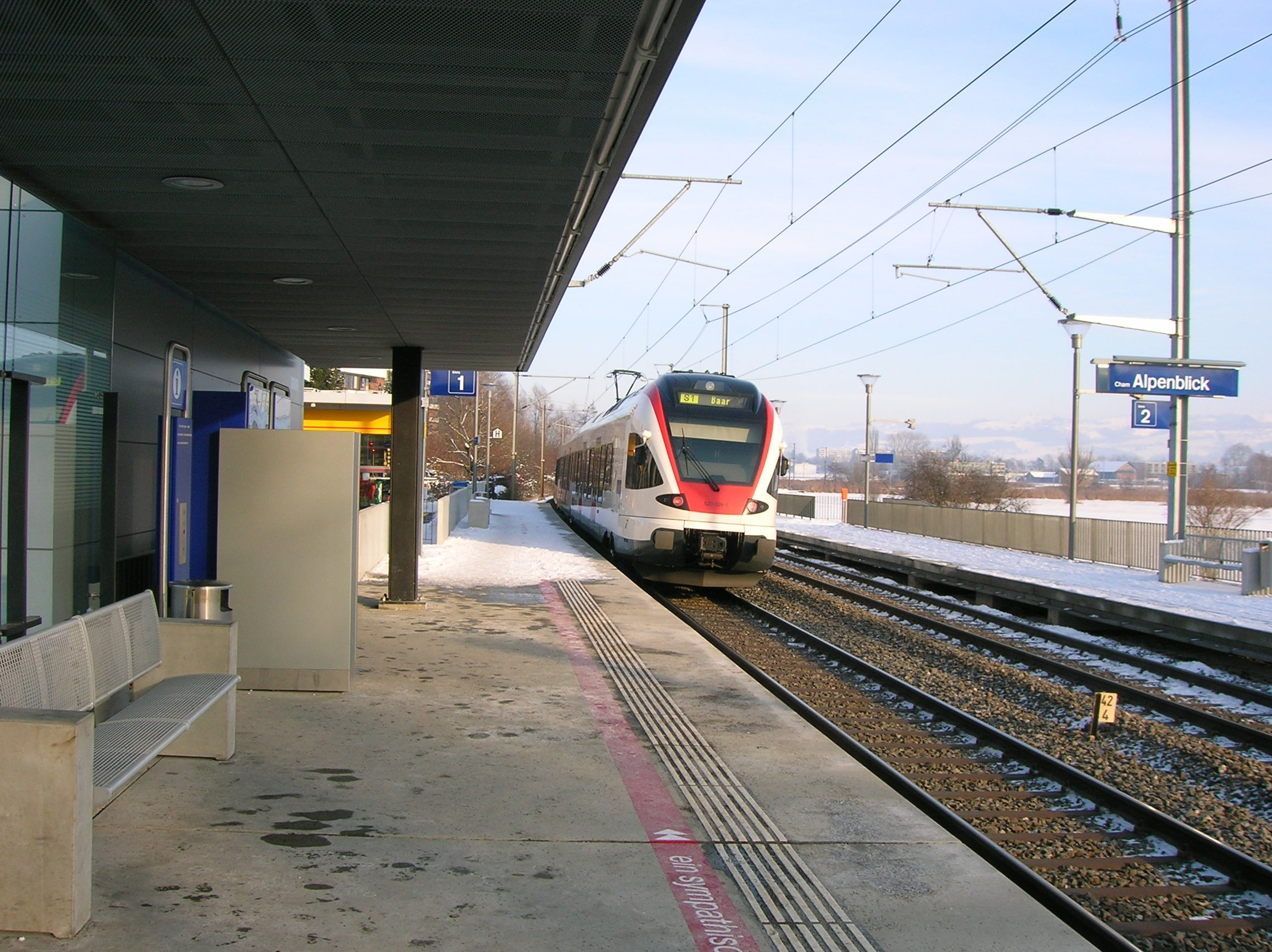
La stazione di Cham

Cham è servito dall'omonima stazione sulla ferrovia Zugo-Lucerna.

## Amministrazione
Ogni famiglia originaria del luogo fa parte del cosiddetto comune patriziale e ha la responsabilità della manutenzione di ogni bene ricadente all'interno dei confini del comune.

## Sport
A Cham ha sede la squadra di calcio Sportclub Cham.